# سيكو (فلم)
سيكو فيلم وثائقي أمريكي من إخراج مايكل مور ومن إنتاج 2007 ينتقد نظام التأمين الصحي وصناعة الأدوية في الولايات المتحدة. يقارن الفيلم ما بين التأمين الصحي الخاص الهادف للربح غير شامل المعمول به في الولايات المتحدة وبين التأمين الصحي الحكومي غير الهادف للربح الشامل المعمول به في فرنسا والمملكة المتحدة وكندا وكوبا.
تلقى الفيلم تقييمات جيدة، لكنه أيضًا نال بعض الانتقاد والجدل. أشاد بعض الخبراء السياسيين بالفيلم وانتقده البعض الآخر لتصويره أنظمة الرعاية الصحية التي تُمولها الحكومة في كندا والمملكة المتحدة وكوبا بصورة إجابية، ولتصويره نظام الرعاية الصحية في الولايات المتحدة بصورة سلبية.
كانت ميزانية سيكو ما يقارب 9 ملايين دولار، وحصد 24.5 مليون دولار في قاعات السينما في الولايات المتحدة. نتائج بوكس أوفيس وافقت التوقعات الرسمية بتخطي الفيلم لمحصلة 21.5 مليون دولار التي جناها فيلم بولينغ فور كولومباين.

## موضوع الفيلم
يدعي الفيلم أن 50 مليون أمريكي غير مؤمن عليهم صحياً وأن حتى المأمنون يتعرضون لتلاعب شركات التأمين وبيروقراطية الاجراءات بينما يعرض الفيلم بشكل ايجابي النظام الصحي الشامل في بعض الدول. حيث يهدف هذا الفيلم الوثائقي إلى تصوير جشع نظام الصحة الأمريكي المبني على المصالح الخاصة لشركات التأمين.
شرح مور في كندا قصة تومي دوغلاس الذي اختير ك أعظم كندي في عام 2004 لمساهمته في نظام الرعاية الصحية في كندا. قابل مور أيضًا جرّاحًا مجهريًا ومرضى ينتظرون في غرفة الطوارئ في مستشفًى كندية عامة.
يصور الفيلم أن المعارضين لنظام الرعاية الصحية الأمريكي مُتعلقون بالدعاية المُعارِضة الشيوعية في خمسينيات القرن العشرين؛ ويعرض تسجيلات من الستينيات وزعتها الجمعية الطبية الأمريكية بصوت رونالد ريغان تحذر من أن نظام الرعاية الصحية الشامل قد يقود إلى الشيوعية. ورداً على هذه الدعايات، يقول مور أن الخدمات العامة كالشرطة والإطفاء والخدمات البريدية والتعليم العام والمكتبات العامة لم تقد إلى الاشتراكية في الولايات المتحدة.
يُصور الفيلم أن قانون تنظيم الإعالة الصحية لعام 1973 قد سبقه حديث بين جون إيرلشمان والرئيس ريتشارد نيكسون في 17 فبراير 1971؛ يقول جون لريتشارد «... كلما أعطيناهم رعاية أقل، كلما جنوا مالًا أكثر»، فيرد عليه ريتشارد بقوله «جيد» و «لا بأس». قاد القانون إلى توسع في نظام الرعاية الصحية المبني على تنظيم الإعالة الصحية. يسلط الفيلم الضوء على اتصالات بين مجموعة البحوث والصناعات الصيدلانية الأمريكية (PhRMA) -التي تمثل أكبر تجمع لشركات صناعة الدواء في الولايات المتحدة- ومجلس الشيوخ الأمريكي. تُصوّر هيلاري كلينتون كبطلة لخطة كلينتون للرعاية الصحية وكمناضلة من أجل التغيير في عهد زوجها بيل كلينتون. واجهت مساعيها انتقادات عنيفة من الجمهوريين في الكابيتول والإعلام اليميني في الولايات المتحدة الذين صورا خطتها كنذير شؤم للاشتراكية. كانت عقوبتها عندما خسرت «ألا تتحدث عن هذا الأمر مطلقًا مرة أخرى مادامت في البيت الأبيض». استمر صوت هيلاري سبع سنوات وذلك بعدما صارت سيناتورًا عن ولاية نيويورك بفضل المساهمة الكبيرة التي قدمها قطاع الرعاية الصحية في حملتها الانتاخبية.
في المملكة المتحدة التي تعتبر خدمتها الصحية الوطنية بشكل شامل مُمولة من الحكومة، قابل مور مرضى واستفسر عن التكاليف التي يدفعونها عند تلقي علاجهم في المستشفى، ليُقال له: إن الرعاية الصحية مجانية بشكل كامل. زار مور صيدلية بريطانية ليجد أن الأدوية مجانية للأشخاص الذي تقل أعمارهم عن 16 عامًا وتزيد عن 60 عامًا، ويتفاجأ بمعرفة أن السعر الثابت لأي وصفة طبية 6.65 يورو بصرف النظر عن التكلفة الأصلية التي يتحملها النظام. توظف مستشفيات الخدمة الصحية الوطنية صرافًا يرجع المبالغ التي دفعها المرضى محدودوا الدخل ليصلوا إلى المشفى. قابل مور في المملكة المتحدة طبيبًا عامًا وامرأة أمريكية تعيش في لندن وعضوًا سابقًا في البرلمان.